# Lucio Cecchinello
Lucio Cecchinello (Velence, 1969. november 21. –) korábbi olasz motorversenyző, csapatfőnök. A MotoGP 125 köbcentiméteres géposztályának többszörös futamgyőztese, csapata, a Team LCR jelenleg a királykategóriában szerepel.

## Karrierje
Cecchinello motorversenyzői karrierje 1989-ben kezdődött, amikor egy Honda nyergében részt vett egy olasz bajnokságban. Harmadik nagydíján, Monzában megszerezte első győzelmét is. Egy évvel később második lett Max Biaggi mögött.
1991-ben bemutatkozott az Európa-bajnokságon, első szezonjában tizedikként zárt. 1992-ben második lett, majd 1993-ban csatlakozott a MotoGP mezőnyéhez. Első négy szezonjában, bár nem szerepelt túl jól, folyamatos fejlődés jellemezte. 1998-ban szerezte meg első dobogós helyezését, illetve első győzelmét. Az idény végén korábbi teljesítményéhez hatalmas fejlődést produkálva ötödikként zárt. Még ennél is jobban sikerült számára 2001 és 2002, mindkétszer a negyedik helyen végzett. 2003-ban fejezte be aktív versenyzői pályafutását.

## Csapatfőnökként
Cecchinello 1996-ban hozta létre saját csapatát, melynek eleinte ő maga volt az egyetlen versenyzője. Az istálló eredetileg Honda motorokat használt, 2001-ben váltott Apriliára.
2002-től a csapat, immár két versenyzővel a negyedliteresek között folytatta, itt mutatkozott be többek között a későbbi 1000-es világbajnok ausztrál Casey Stoner. 2003-ban Cecchinello befejezte versenyzői pályafutását, innentől kezdve kizárólag csapatfőnökként tevékenykedett.
Stonert 2006-ban is alkalmazták a királykategóriában, és az LCR privát csapat mivolta ellenére meg tudta szerezni első dobogós helyezését. 2008-tól 2010-ig a csapat versenyzője Randy de Puniet volt, ma az egyetlen versenyző a spanyol Toni Elías.

## Karrierje statisztikái
| Szezon | Géposztály | Versenyek | 1. | 2. | 3. | Össz. | Pole | Motor   | Pont | Poz. |
| ------ | ---------- | --------- | -- | -- | -- | ----- | ---- | ------- | ---- | ---- |
| 2003   | 125 cm³    | 16        | 2  | 1  | -  | 3     | -    | Aprilia | 112  | 9    |
| 2002   | 125 cm³    | 16        | 3  | 2  | -  | 5     | -    | Aprilia | 180  | 4    |
| 2001   | 125 cm³    | 16        | 1  | 2  | 1  | 4     | 1    | Aprilia | 156  | 4    |
| 2000   | 125 cm³    | 16        | -  | -  | -  | -     | -    | Honda   | 91   | 11   |
| 1999   | 125 cm³    | 16        | -  | 2  | 2  | 4     | 3    | Honda   | 108  | 9    |
| 1998   | 125 cm³    | 13        | 1  | -  | 2  | 3     | -    | Honda   | 130  | 5    |
| 1997   | 125 cm³    | 15        | -  | -  | -  | -     | -    | Honda   | 73   | 14   |
| 1996   | 125 cm³    | 15        | -  | -  | -  | -     | -    | Honda   | 59   | 15   |
| 1994   | 125 cm³    | 14        | -  | -  | -  | -     | -    | Honda   | 5    | 30   |
| 1993   | 125 cm³    | 12        | -  | -  | -  | -     | -    | -       | -    | -    |